# Phytodietus rubidus
Phytodietus rubidus är en stekelart som beskrevs av Loan 1981. Phytodietus rubidus ingår i släktet Phytodietus och familjen brokparasitsteklar. Inga underarter finns listade i Catalogue of Life.